# Keule (Heraldik)

zwei golden Keulen im Wappen von Loitz

Die Keule ist in der Heraldik eine selten genutzte Wappenfigur und als Waffe sind alle Tingierungen möglich.
Durch ihre Symbolkraft als Amtszeichen des Scharfrichters hat die Keule es ins Wappen geschafft und war immer das Zeichen der Gerichtsbarkeit. Beispiel ist das Wappen der Stadt Loitz in Vorpommern mit zwei goldenen Keulen. Im Mittelalter war Loitz ein Ort der Gerichtsbarkeit, das im Wappen angezeigt werden soll.
Die Keulen sind auch ein Beiwerk bei den wilden Männern. Werden sie hinter den Schild gestellt, werden zwei in Andreaskreuzform dargestellt. Dies ist etwa seit dem 17. Jahrhundert für französische Kanzler und französische Siegelbewahrer verwendet worden. In Flandern und Brabant wurde es auch für diese Adelsgruppe zur Regel.

## Beispiele

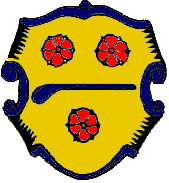
blaue Keule im Wappen von Helmstadt
Wilder Mann eine goldene Keule schwingend im Wappen von Naila
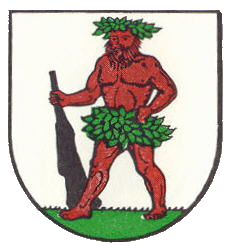
Wilder Mann mit schwarzer Keule im Wappen von Hertmannsweiler